# L'Illustration

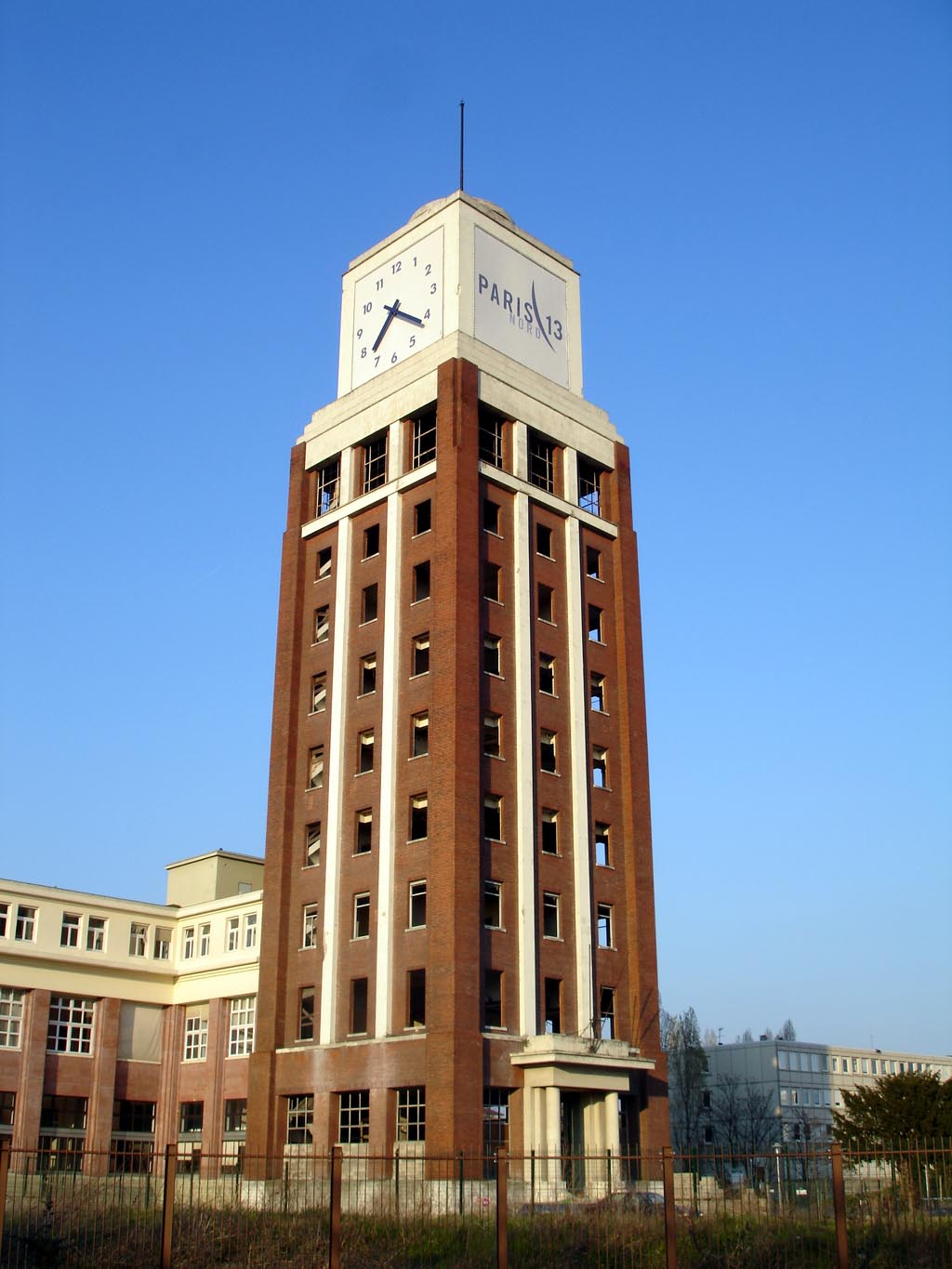
Torre del edificio.

L'Illustration (La Ilustración), originalmente publicada como L'Illustration. Journal universel, fue un semanario francés que se publicó entre 1843 y 1944. A lo largo de su publicación se editaron 5293 números, lo que supone unas 180 000 páginas.

## Historia
Fue fundado por los periodistas Jean-Baptiste-Alexandre Paulin y Édouard Charton, el geógrafo Adolphe Joanne, el editor Jean-Jacques Dubochet y el periodista Jacques-Julien Dubochet que se convirtió en editor y director. Este semanario surgió inspirado en el Illustrated London News, su primer número apareció el 4 de marzo de 1843. La redacción se encontraba situada en la calle de Saint-Georges, en el IX Distrito de París y la imprenta se encontraba en Saint-Mandé.
En la segunda mitad del siglo XIX tuvo la capacidad de atraer a los mejores dibujantes del momento como Henri Valentin, Édouard Renard, Paul Gavarni, Janet-Lange y Cham entre otros. L'Illustration fue el primer periódico que publicó una fotografía en blanco y negro en Francia y lo hizo en 1891 y en 1907 también fue el primero en publicar una fotografía en color. 
La familia Baschet compró el semanario en 1903. En 1907 su suplemento literario tuvo gran éxito al publicar en forma de serie de la novela de Gaston Leroux titulada El misterio del cuarto amarillo. El protagonista de la misma se llamaba Boitabille, aunque después cambió su nombre por Rouletabille en las entregas del año siguiente.
A principios de 1930 el periódico trasladó sus instalaciones a la calle Saint-Georges, para ello compraron en 1931 unos terrenos de 30 hectáreas en Bobigny, sobre los que se construyó un edificio de cemento y ladrillo rojo coronado por una torre de 64 metros de altura, además fue diseñado para albergar a una de las imprentas más modernas de Europa. El edificio se terminó el 15 de diciembre de 1932 y su inauguración tuvo lugar el 30 de junio de 1933. 
En su línea editorial L'Illustration abordó todos los temas de actualidad, ya sea en los ámbitos político, económico, social, científico, artístico o deportivo. Su marca fue, como su nombre lo indica, disponer de una rica iconografía en cada número mediante el uso de grabados, fotografías y dibujos.
En un principio estuvo empleando el huecograbado hasta la introducción del offset en 1933, en sus talleres de Bobigny contaba con siete máquinas offset Roland. Especialmente cuidado era el número de Navidad con bastantes ilustraciones en color. El historiador Jean-Noel Marchandiau señala que un famoso editor estadounidense reconoció la incapacidad de sus impresores para obtener la calidad de los trabajos realizados en Bobigny. En 1930 un número de 35 páginas a todo color se vendía a 35 francos mientras que su coste debería ser mucho mayor.
L'Illustration continuó publicándose durante la Segunda Guerra Mundial bajo la dirección del colaboracionista Jacques de Lesdain, por lo que dejó de publicarse al finalizar la guerra. Aunque volvió a renacer en 1945 como France-Illustration sólo se editó hasta 1957.
La imprenta de Bobigny estuvo funcionando hasta 1971. Los locales se estuvieron utilizando como almacenes y estaban en estado de abandono hasta que fueron vendidos por un franco a la Universidad de París XIII, que renovó la torre y las instalaciones.
Los archivos de L'Illustration están considerados entre los más importantes en el mundo iconográfico del siglo XIX y principios del XX. Este fondo se puede encontrar en el sitio web oficial de L'Illustration y la compañía del mismo nombre, que permitió la liberación de la famosa revista y ahora dirige la preservación de sus registros únicos.
Uno de sus colaboradores más importantes fue François Duhourcau, un escritor e historiador francés que estuvo realizando su profesión en el País Vasco, colaboró en los archivos de L'Illustration en 1942.